# 한남중미용정보고등학교
한남중미용정보고등학교는 대한민국의 학력인정 중고등학교이다.

## 구성
- 한남미용고등학교(3년제)
- 한남고등학교(2년제, 1년 3학기제, 성인)
- 한남중학교(2년제, 1년 3학기제, 성인)